# 史記言
史記言（？—1607年），号笔峰，山西平陽府蒲州河津县人，明朝政治人物。

## 生平
少时家贫，卖碗自给，至运城为諸生所辱，始发愤读书。萬曆二十二年（1594年）甲午科舉人，二十六年（1598年）戊戌科進士。吏部觀政，知河南济源县。济源地故饶，又滨河，民间树艺无方，蓬蒿蓊然，記言至，视罪人轻重，令闢草莱自赎。制田器，教以葘畲法。開永利洞水渠，使資灌溉，亩获數十钟，家有盖藏。因建启运书院，陈诗书礼乐，文风丕变，一时名士如吴应举、段国璋、周维新，咸出其门。催科不遣胥役，不事鞭朴，但榜曰某里某日，而山僻罔不至。明季循良第一。解组后，济源人鎸德政碑，为建生祠东门外祀之。后河津人过其地，闻为史公故里人，環向问起居，感叹不绝。三十四年升户部主事，三十五年卒。

## 延伸阅读
[在维基数据编辑]
 《明史卷二百九十二》，出自《明史》